# Козырев, Михаил Яковлевич
Михаи́л Я́ковлевич Ко́зырев (15 [27] октября 1892 — январь 1942 (?)) — русский писатель-сатирик, поэт, автор романсов.

## Биография
Родился 15 октября 1892 года (по старому стилю) в семье зажиточного кузнеца на станции Лихославль Тверской губернии. Младшая сестра — Антонина, мать поэта Владимира Соколова.
Учился в двухклассном училище Лихославля, Тверском реальном училище (с 1904 года), на экономическом отделении политехнического института в Санкт-Петербурге (1910—1913), из которого исключён за участие в политической деятельности. Окончил институт в 1916 году.
Писал стихи с 12 лет, первая публикация состоялась в «Тверской газете» (1909, 30 августа).
«По специальности работать не пришлось…», — отметит Козырев в автобиографии. С 1913 года его статьи печатаются сразу в нескольких петербургских журналах — в «Мечте», «Очарованном страннике» (статья об Александре Блоке), «Современнике», «Современном мире». Однако он серьёзно думает о карьере писателя. В 1914 году Козырев знакомится с Дмитрием Философовым, который обращает внимание на талант молодого прозаика. Он представляет его литературной элите Петербурга, сам занимается редактурой его первых прозаических опытов, и, наконец, публикует его рассказ «Комната» в «Голосе жизни» (1915).
В 1918 году Козырев переезжает в Харьков, Одессу: «Занимался чем попало: был бухгалтером, читал лекции в литературных школах и студиях, заведовал всякими секциями, типографией…» «…Окончательно перешёл на прозу с 1921 года, когда был написан первый послереволюционный рассказ „Крокодил“, не подлежащий пока оглашению в печати, и два рассказа, вошедшие в книжку „настоящих рассказов“ „Морока“». Рассказ «Крокодил — три дня из жизни Красного Прищеповска», о котором упоминает автор, был впервые напечатан лишь спустя 70 лет, в 1991 году, а прочитан ещё на заседании «Никитинских субботников» 27 января 1923 года.
Жена Михаила Козырева — поэтесса Ада Владимирова.
С середины 1930-х Козырева перестают печатать. Арестован 14 июля 1941 года по обвинению в том, что, «написав в 1924 года повесть „Ленинград“ с контрреволюционным содержанием, хранил её до момента ареста его и распространял среди знакомых, Козырев за время с 1930 года по 14 июля 1941 года среди своих знакомых в гор. Москве проводил антисоветскую агитацию против ВКП(б) и советского правительства и высказывал клеветнические измышления о жизни в колхозах и развитии литературы в Советском Союзе». Не вернулся с допроса в Саратовской тюрьме зимой 1942 — очевидно, был расстрелян. Посмертно реабилитирован 22 апреля 1963 года постановлением президиума Саратовского областного суда.

## Творчество
С 1920 Михаил Козырев входит в группу писателей, объединившихся при кооперативном издательстве «Никитинские субботники» и становится секретарём одноимённого литературного общества. На заседаниях, которые он проводит в новом качестве, выступают С. Городецкий, П. Антокольский, М. Булгаков, В. Вересаев, В. Звягинцева, О. Мандельштам, М. Пришвин, С. Кржижановский и другие.
В поэзии Козырев экспериментировал, в то же время ему принадлежат популярные городские романсы и советские песни «Газовая косынка» (музыка Бориса Прозоровского, исполнители Тамара Церетели, Изабелла Юрьева, Алла Баянова, Вадим Козин, Нани Брегвадзе), «Недотрога» (музыка Александра Титова, исполнители Людмила Гурченко, Геннадий Каменный, Георгий Виноградов), «Называют меня некрасивою…» (музыка Ивана Григорьева, исполнители Тамара Стрелкова, Сара Горби, Надежда Кадышева и ансамбль «Золотое Кольцо»), «Эх, Андрюша», «Мама» и другие.
Козырев-прозаик в поисках стиля тяготел к приёмам Гоголя, Щедрина, Гофмана. Критики называли его «русским Свифтом».
Впечатления писателя от поездок на родину в Лихославль воплотились в сатирических рассказах о городе Заваляйске.

## Книги М. Я. Козырева
- Морока. Настоящие рассказы. — М., 1922.
- Неуловимый враг. Американский роман. — Харьков, 1923.
- Мистер Бридж.
- Инвалид Чуфыркин. — М., 1925.
- Чёрт в Ошпыркове. — М., 1926.
- Муравейник. Весёлые рассказы. — М., 1926.
- Никитинские субботники. — 1926. — 170 с. — 5000 экз.
- Мудрёное дело. — М., 1927.
- Коробочка. Рассказы. — М., 1927.
- Конец Света. — М., 1927.
- Дотошные люди. — М., 1927.
- Именины. — М., 1927.
- Фома неверующий. — М., 1927.
- Заштатные люди. — М., 1927.
- Необыкновенные истории. — Л., 1927.
- Подземные воды. — М., 1928.
- Город Энтузиастов [совместно с В. Кремлёвым-Свеном]. — М., 1932.
- Пятое путешествие Гулливера, и другие повести и рассказы. — М.: Текст; Риф, 1991. — 304 с. — 50 000 экз. — (Волшебный фонарь). — ISBN 5-85950-026-2, ISBN 5-859590-026-2 (ошибоч.) .
- Песни («Недотрога», «Газовая косынка», «Называют меня некрасивою…») // Беседка: поэты Лихославля. — Тверь, 1999. — ISBN 5-87266-037-5.